# Экидэн
Экидэн (яп. 駅伝競走 экидэн-кё:со:) — спортивное соревнование в беге по шоссе, представляющее собой эстафету на марафонской дистанции.
Дистанция на 42 195 метров пробегается в 6 этапов, которые распределены в следующем порядке: 5 км, 10 км, 5 км, 10 км, 5 км, 7,195 км. Это наиболее распространённый вариант, так как только на нём фиксируются мировые рекорды. Классическим примером является наиболее популярный в мире Экидэн Тиба (Тиба, Япония).

## История
Первоначально словом экидэн называли систему, разработанную в период Эдо, когда лошадей в упряжке меняли от станции к станции, доставляя важное сообщение из одного города в другой. Свою историю как спортивное мероприятие экидэн начинает в 1917 году, когда при поддержке газеты «Ёмиури симбун» был организован забег протяжённостью 516 километров, состоящий из 23 этапов. Участники стартовали в Киото и через 3 дня финишировали в Токио. Этот забег ежегодно проводится с 1920 года, и не проводился только во время Второй мировой войны. Сейчас он называется Экидэн Хаконе — дистанция проходит между посёлком Хаконе и Токио.

## Описание
Протяжённость этапов и количество участников в команде строго не регламентировано, и зависит от организаторов соревнований. Передача эстафеты происходит за счёт специальной ленты, которую бегущий участник надевает на туловище через плечо. На следующем этапе передающий должен на ходу снять ленту и быстро передать её принимающему. Лента является аналогом эстафетной палочки.
Мировой рекорд мужского экидэна равен 1:57.06. Рекорд был установлен кенийской командой 23 ноября 2005 года в Тибе (Япония), в составе которой были: Джозефат Ндамбири, Мартин Матати, Даниэль Мванги, Мекубо Могусу, Онесмус Ньерере, Джон Кариуки.
Экидэн наиболее популярен в Японии, однако, многие мировые марафоны включают экидэн в программу официальных соревнований. Среди российских марафонов наибольшей популярностью экидэн пользуется на Сибирском международном марафоне — ежегодно в среднем участвует около ста команд.